# 平山周
平山周（ひらやま しゅう，Hirayama Shu，1870年—1940年），日本人，明治3年（西元1870年）出生，逝世於昭和15年（西元1940年） 。日本福岡县出身，東京麻布東洋英和學校就學，與宮崎滔天同行至暹羅。1897年（明治30年）在犬養毅的介紹下，被日本外務省派遣到时为清朝的中国，為了中國革命援助而調查秘密結社。同年，孫文到日本，就是以平山周的語文教師的名义申請的。1898年（明治31年）平山周再次到中國，幫助孫文逃亡日本，之後也活躍於革命援助。1905年（明治38年）參加中國同盟會。1931年（昭和6年）成为中華民國國民政府海陸空軍總司令部顧問。
曾回憶他與孫文在日本最初交往時說：「總理來京曰：『昨夜熟慮，欲且留日本』。即同車訪犬養，歸途過日比谷中山侯爵邸前，投宿寄屋橋外對鶴館，掌櫃不知總理為中國人，出宿泊帖求署名。弟想到中山侯爵門標，乃執筆書〔姓〕中山，未書名；總理忽奪筆自署〔名〕樵。曰：『是中國山樵之意也』。總理號中山，蓋源於此」:24。引至東京相會，一見如故，抵掌談天下事，大為快慰:36。平山周某次帶孫文至東京數寄屋橋外的旅館「對鶴館」住宿要登記姓名時，認為寫日本式名字較安全，平山周想起日前經過日比谷中山家（明治天皇外祖父中山忠能）侯爵邸，於是幫孫文填「中山」為姓，孫自己則寫上名字為「樵」:24，於是孫開始使用「中山樵」的化名，「孫中山」因此得名:206。
1. 1 2